# ماریون (یوتا)
ماریون (به انگلیسی: Marion) یک منطقهٔ مسکونی در ایالات متحده آمریکا است که در شهرستان سامیت، یوتا واقع شده‌است. ماریون ۶۸۵ نفر جمعیت دارد و ۱٬۹۶۳٫۸۵ متر بالاتر از سطح دریا واقع شده‌است.